# Norges ishockeylandshold (herrer)
Norges herrelandshold i ishockey er Norges ishockeyhold og repræsenterer landet i internationale ishockey-turneringer. Landsholdet administreres af Norges Ishockeyforbund (NIHF), som blev oprettet i 1934. Norge har været medlem af International Ice Hockey Federation (IIHF) siden 1935.
Norge har ikke vundet medaljer i verdensmesterskabet eller OL. Den første internationale kamp blev spillet i verdensmesterskabet i 1937 i Storbritannien, og efter en indledende periode med moderat succes hang Norge bag de andre topnationer, og fra midten af 1960'erne endte de permanent i B-verdensmesterskabet. Det meste af 1970'erne og 1980'erne blev brugt i B-WM (med nogle kortere ophold i C-WM), men i 1989 vandt Norge B-gruppen i WM hjemme og flyttede dermed op til A-WM igen. Efter nedrykning i 2001 rykkede Norge ned til den øverste division (den tidligere A-VM) i 2005.
Siden da er Norges resultater støt forbedret: Norge kvalificerede sig til kvartfinalen i verdensmesterskabet i 2008, 2011 og 2012, og kvalificerede sig til Vinter-OL i 2010, 2014 og 2018 . Blandt de største single-kampe i nyere tid er sejren over Canada i verdensmesterskabet i 2000, sejren over Tjekkiet i verdensmesterskabet i 2010, Sverige i verdensmesterskabet i 2011, Tyskland i verdensmesterskabet i 2012 og kvartfinalen i 2008, 2011 og 2012.

## Profiler
- Anders Bastiansen
- Anders Myrvold
- Espen Knutsen
- Atle Olsen
- Patrick Thoresen
- Per-Åge Skrøder
- Ole-Kristian Tollefsen
- Mats Zuccarello
- Tore Vikingstad
- Marius Holtet
- Jonas Holøs
- Mathis Olimb
- Mads Hansen
- Eerikki Koivu
- Mats Trygg
- Morten Ask
- Tommy Jakobsen
- Martin Røymark

## Eksterne links
- Norges ishockeyforbunds offisielle nettsted